# XLink Kai
XLink Kai ist ein kostenloses Online-Gaming-Netzwerk für Spielkonsolen. Unterstützt werden Xbox, Xbox 360, PlayStation 2, PlayStation 3, PlayStation Portable und Nintendo Switch. XLink Kai ist eine Tunneling-Software, die es erlaubt, Konsolenspiele mit einem LAN-Modus über das Internet zu spielen. XLink hat derzeit (April 2017) etwa 2,1 Millionen registrierte Benutzer.

## Funktionsweise
XLink ermöglicht es, jedes Spiel, das XBOX System Link bzw. einen LAN-Modus unterstützt, online zu spielen (ähnlich wie LogMeIn Hamachi). Die XLink-Engine simuliert der Spielkonsole, sie befände sich in einem LAN und überträgt dabei die Netzwerk-Pakete der Konsole an die Mitspieler in der aktuellen Lobby. Die Spielkonsole muss dazu während des Spielens mit einem PC, auf dem die XLink Kai-Engine läuft, über ein Netzwerkkabel verbunden sein.
Mittels einer Oberfläche kann über den PC die XLink-Engine gesteuert und die jeweiligen Spielarenen oder Lobbys geöffnet werden. Es besteht auch die Möglichkeit, die Kai-Engine auf einigen Routern zu installieren, und auf der Xbox existieren einige Programme, wie etwa das Xbox Media Center, mit dem die Engine direkt von der Konsole aus gesteuert werden kann. Es ist somit möglich, XLink Kai auch ohne laufenden PC zu benutzen.

## Geschichte
Seinen Ursprung hat XLink in der Homebrew-Szene der Xbox. Das Netzwerk entstand 2003 als Privatprojekt der Programmierer TheDaddy und TeXLink. Mit XLink ließen sich Xbox-Spiele, die über einen SystemLink-Modus verfügen, online spielen. Bis 2003 trug XLink noch den Namen X-Link Messenger. Von Anfang an stieß XLink in der Xbox-Szene auf reges Interesse und konnte die Marke von 100.000 registrierten Benutzern bereits 2004 überschreiten. In direkter Konkurrenz stand XLink von Anfang mit dem Netzwerk XBConnect, das die gleiche Funktionsweise aufweist und ähnlich populär war. Indirekt konkurrierte XLink auch mit Xbox Live, dem offiziellen Online-Dienst der Xbox. Im Laufe der Zeit wuchs das Entwickler-Team von XLink und es wurden immer mehr Funktionen hinzugefügt. Schließlich wurden auch weitere Konsolen unterstützt, sodass es heute möglich ist, mittels XLink auch mit Xbox 360, PlayStation 2, PlayStation 3 und PlayStation Portable online zu spielen.
Teilweise an Popularität büßte XLink ab 2006 ein, nachdem die Xbox 360 erschien. In der Xbox 360 war ein 30 Millisekunden-Pinglimit eingebaut, was es praktisch unmöglich machte, Xbox-360-Titel über XLink zu spielen. Dieses Pinglimit wurde schließlich von Hackern im Jahr 2010 umgangen. Gleichzeitig verzeichnet das Netzwerk aber bis heute großen Zulauf aus der PSP-Nutzergemeinde.

## Features
Jeder Nutzer von XLink verfügt über einen eigenen XTag, also ein individuelles Profil. Im Profil können persönliche Informationen oder etwa ein Benutzerbild festgelegt werden. Zudem verfügt jeder XTag auch über eine eigene Freundesliste. Benutzer können sich gegenseitig private Nachrichten senden, es besteht zudem die Möglichkeit an öffentlichen Chats teilzunehmen. Jedes von XLink unterstützte Spiel verfügt innerhalb der Software über eine eigene Lobby. Innerhalb dieser Lobbys können Benutzer wiederum private Arenen erstellen, oder an öffentlichen Spielen teilnehmen. Zudem hat jeder bei XLink registrierte Benutzer auch Zugriff zum offiziellen XLink-Community-Forum.